# Coline Serreau
Coline Serreau (Parigi, 29 ottobre 1947) è una regista, sceneggiatrice e attrice francese.

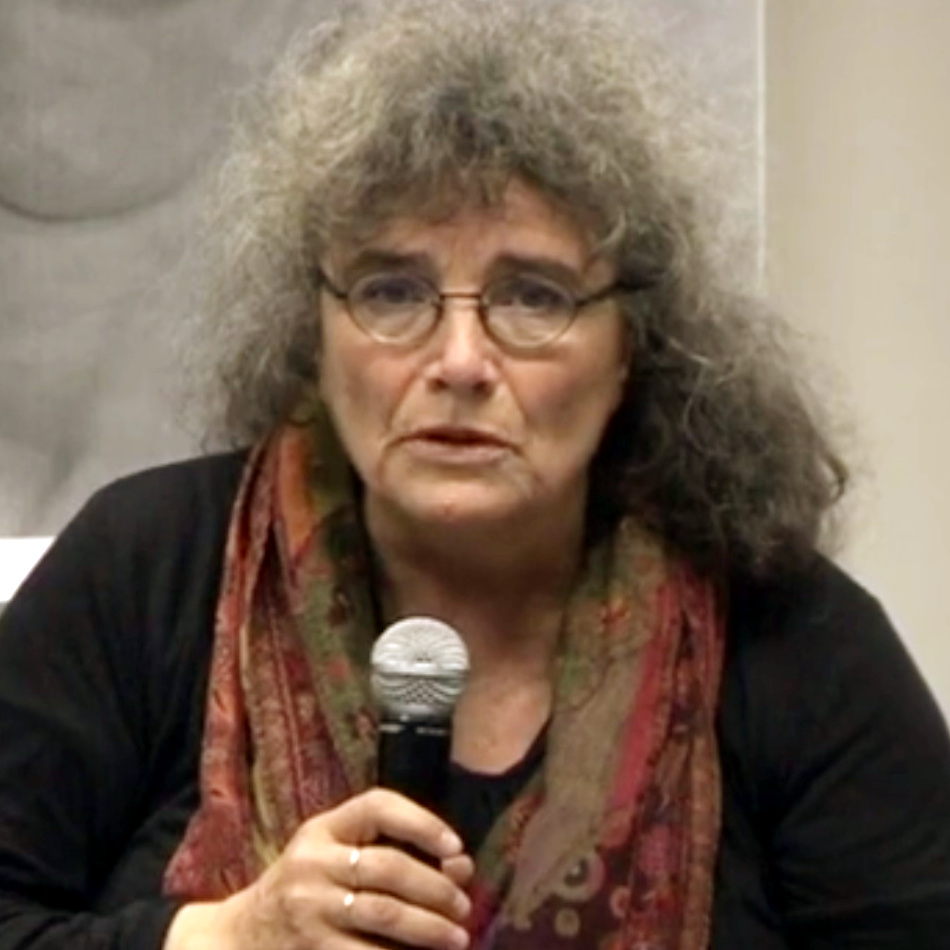
Coline Serreau nel 2012

Nel suo Paese natale è tra i registi più acclamati e più popolari.

## Biografia
Figlia della scrittrice Geneviève Serreau e del regista Jean-Marie Serreau, studia letteratura, musica, danza classica e moderna; frequenta il conservatorio di Parigi e la scuola di circo e di trapezio della famiglia Fratellini.
Attratta dal teatro, nel 1968 entra all'École nationale supérieure des arts et techniques du théâtre (conosciuta come Scuola di rue Blanche) e si perfeziona alla Comédie-Française nel 1969. Si orienta verso la scrittura per il cinema e il teatro, alla regia di teatro, di cinema e d'opera. 
Nel 1977 conosce un grande successo di critica con il suo secondo film, Perché no?, interpretato da Sami Frey, Mario Gonzales e Christine Murillo, storia di un triangolo amoroso composto da due uomini che vivono in coppia con la loro compagna comune. 
Nel 1985, il suo film Tre uomini e una culla, con André Dussollier, Roland Giraud, Michel Boujenah, conosce un successo enorme con più di 12 milioni d'entrate, uno dei record del cinema francese, confermato anche dal  César per il miglior film e per il miglior attore non protagonista a Michel Boujenah. Seguono Romuald & Juliette, La crisi! (Premio César per la migliore sceneggiatura), Il pianeta verde (una cocente critica dell'umanità), Chaos (2001), 18 ans après, Saint-Jacques... La Mecque e Solutions locales pour un désordre global (2010).
Ha inoltre scritto, interpretato e diretto la regia di opere liriche e teatrali.

## Filmografia

### Attrice
- L'ultima rapina a Parigi (La Part des lions), regia di Jean Larriaga (1971)
- On s'est trompé d'histoire d'amour, regia di Jean-Louis Bertucelli (1973)
- I baroni della medicina (Sept Morts sur ordonnance), regia di Jacques Rouffio (1975)
- Le Fou de mai, regia di Philippe Defrance (1976)
- Il pianeta verde (La Belle Verte), regia di Coline Serreau (1996)

### Regista

#### Cinema
- Mais qu'est-ce qu'elles veulent ? – documentario (1975)
- Perché no? (Pourquoi pas!) (1977)
- Qu'est-ce qu'on attend pour être heureux! (1982)
- Tre uomini e una culla (Trois hommes et un couffin) (1985)
- Romuald & Juliette (Romuald et Juliette) (1988)
- La crisi! (La crise) (1992)
- Il pianeta verde (La belle verte) (1996)
- Chaos (2001)
- 18 ans après (2002)
- Saint-Jacques... La Mecque (2005)
- Solutions locales pour un désordre global – documentario (2010)
- Tout est permis – documentario (2014)

#### Televisione
- Couleur locale – film TV (2014)
- Pierre Brossolette ou les passagers de la lune – film TV  (2015)

### Sceneggiatrice
- On s'est trompé d'histoire d'amour, regia di Jean-Louis Bertucelli (1973)
- Mais qu'est-ce qu'elles veulent ?, regia di Coline Serreau  – documentario (1975)
- Perché no? (Pourquoi pas!), regia di Coline Serreau (1977)
- Qu'est-ce qu'on attend pour être heureux!, regia di Coline Serreau  (1982)
- Tre uomini e una culla (Trois hommes et un couffin), regia di Coline Serreau (1985)
- Romuald & Juliette (Romuald et Juliette), regia di Coline Serreau (1988)
- Tre scapoli e una bimba (Three men and a little lady), regia di Emile Ardolino (1990)
- La crisi! (La crise), regia di Coline Serreau (1992)
- Il pianeta verde (La belle verte), regia di Coline Serreau (1996)
- Chaos, regia di Coline Serreau (2001)
- 18 ans après, regia di Coline Serreau (2006)

## Regia teatrale

### Opera
Regia
- 2000: Il pipistrello, operetta di Johann Strauss (figlio) all'Opéra Bastille
- 2002: Il barbiere di Siviglia, opera di Gioachino Rossini all'Opéra Bastille

### Teatro
Autore
- 1996: Lapin lapin di Coline Serreau, regia Benno Besson, Théâtre de la Porte-Saint-Martin

Attrice
- 1971: Le Songe d'une nuit d'été di William Shakespeare, regia Jean Gillibert, Théâtre de Chateauvallon
- 1971: Un petit nid d'amour di Georges Michel, regia Alain Scoff, Théâtre de Plaisance
- 1972: Le Soir des diplomates di e regia Romain Bouteille, Poche Montparnasse
- 1973: Liolà di Luigi Pirandello, regia Henri Delmas e Gabriel Garran, Théâtre de la Commune Aubervilliers
- 1976: Comme il vous plaira di William Shakespeare, regia Benno Besson, Festival d'Avignone
- 1978: Le Cercle de craie caucasien de Bertolt Brecht,regia Benno Besson, Festival d’Avignone
- 1986: Le Dragon d'Evguéni Schwartz, regia Benno Besson, Théâtre de la Ville
- 1994: Quisaitout et Grobêta di Coline Serreau, regia Benno Besson, Théâtre de la Porte-Saint-Martin
- 1996: Lapin lapin di Coline Serreau, regia Benno Besson, Théâtre de la Porte-Saint-Martin
- 2001: Le Cercle de craie caucasien di Bertolt Brecht, regia Benno Besson, Théâtre national de la Colline
- 2006: L'École des femmes di Molière, regia Coline Serreau, Théâtre de la Madeleine

Regia
- 2006: L'École des femmes di Molière, Théâtre de la Madeleine